# Johnstone Mausoleum (Clackmannanshire)

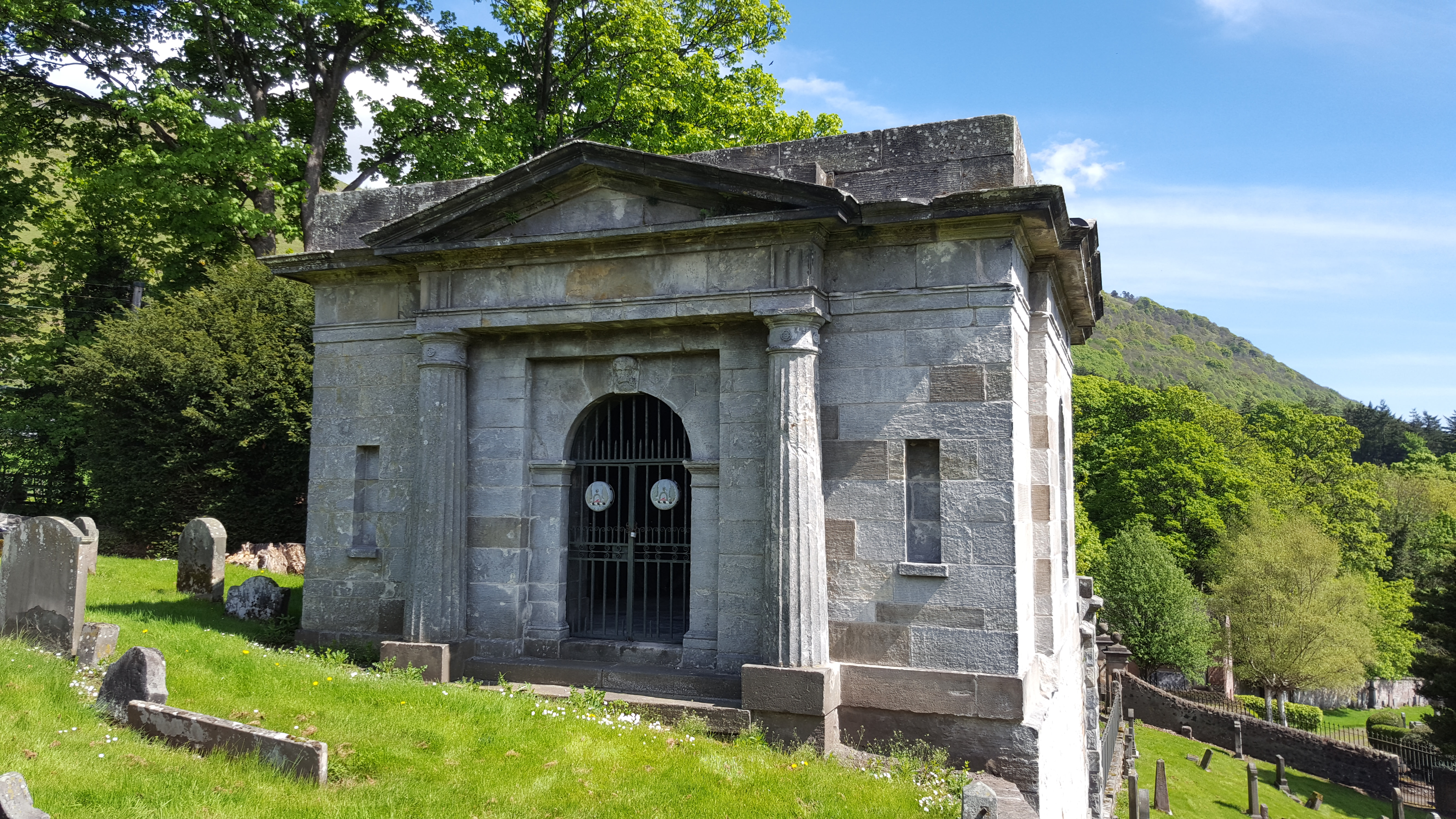
Johnstone Mausoleum

Das Johnstone Mausoleum ist ein Mausoleum in der schottischen Stadt Alva in der Council Area Clackmannanshire. 1972 wurde das Bauwerk in die schottischen Denkmallisten zunächst in der Kategorie B aufgenommen und dann 1994 in die höchste Kategorie A hochgestuft.

## Geschichte
John Johnstone (1734–1795) erwarb 1775 die Ländereien von James Erskine, Lord Alva. Ende der 1780er Jahre gab Johnstone zwei Mausoleen in Auftrag. Eines in Dumfries and Galloway, welches für seinen Vater, James Johnstone, 4. Baronet, vorgesehen war, und eines in Alva, welches seine Ruhestätte und die seiner Ehefrau († 1776) sein sollte. Als Architekten wurden die Gebrüder Robert und James Adam mit der Gestaltung beauftragt. Beide Mausoleen weisen aus diesem Grund zahlreiche Ähnlichkeiten auf. Das Mausoleum in Alva wurde 1790 fertiggestellt. Neben dem Erbauer wurden später auch weitere Familienmitglieder in dem Bauwerk beigesetzt. Aus diesem Grund wurde das Gebäude im Laufe des 19. Jahrhunderts erweitert.

## Beschreibung
Das Mausoleum befindet sich am höchsten Punkt auf dem Friedhof der Gemeindekirche von Alva im Nordosten der Stadt. Stilistisch weist es Merkmale der griechisch-römischen Architektur auf. Das Bauwerk weist einen quadratischen Grundriss auf und ist aus Quaderstein gebaut. Das Eingangsportal schließt mit einem säulengetragenen Architrav. Die Schäfte der Säulen sind hierbei im griechischen Stil gearbeitet, während die Kapitelle römische Details aufweisen. Beide Seitenflächen werden von Dreiecksgiebeln oberhalb von bogenförmigen Aussparungen bekrönt. Ein Klostergewölbe bildet die Gebäudedecke.